# Rhode Island
The State of Rhode Island (cunoscut ca Rhode Island, în română, Statul Rhode Island) este cel mai mic ca suprafață din cele 50 de state ale Statelor Unite ale Americii.  Rhode (pronunțat identic ca și cuvântul "road", în română, "drum") Island este parte a regiunii cunoscută ca New England (situat în zona de nord-est a țării, fiind prima din cele treisprezece colonii ale Marii Britanii care s-a declarat independentă față de guvernarea acesteia, semnalizând astfel începerea Revoluției americane.  Este interesant, că același stat Rhode Island a fost ultimul (din cele treisprezece) care a semnat Constituția Statelor Unite, la 29 mai 1790, fiind cel de-al treisprezecelea și ultimul care a ratificat aderența sa la Uniune, după mai bine de doi ani și jumătate de la data când Delaware fusese primul (la 7 decembrie 1787) ca să o accepte.
Numele sub care este de obicei numit statul, Rhode Island, se referă la cea mai mare insulă din Narragansett Bay, de asemenea cunoscută sub numele de Aquidneck Island, pe care se găsește orașul Newport.  Aquidneck Island în sine este cunoscută local ca Newport - deși există trei localități distincte pe ea.  Originea numelui este neclară.  Unii istorici presupun că ar fi fost numită Rhode Island de către exploratorul italian Giovanni da Verrazzano (care a urmat descoperirii insulei numită azi Block Island), datorită similarității formei acesteia cu insula Rodos din Marea Egee.  Cei care s-au stabilit ulterior pe insulă, neștiind exact la ce s-ar fi referit Verrazzano, au denumit insula Aquidneck Island.  Alți istorici cred că numele ar fi derivat din neerlandezul Roodt Eylandt, însemnând în olandeza veche "Insula Roșie", care i-ar fi fost dată de exploratorul olandez Adriaen Block datorită aspectului dat de un anumit sol cleios de culoare roșie prezent pe țărmul insulei.
În ciuda faptului că cea mai mare parte a statului este situat pe continent, numele de Rhode Island este înșelător, conducând pe mulți la concluzia că întreg statul este insular, uneori chiar confundând statul în sine cu Long Island.  Statul Rhode Island este supranumit și "The Ocean State".

## Demografie

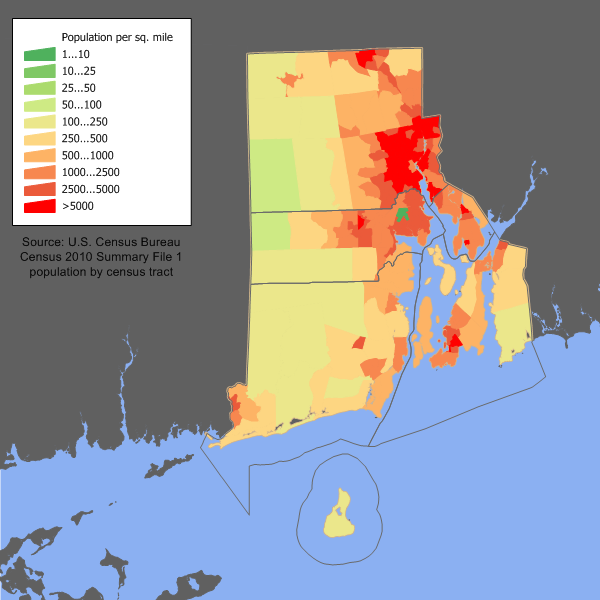
Densitatea populației statului Rhode Island

### 2010
Populația totală a statului în 2010: 1,052,567
Structura rasială în conformitate cu recensământul din 2010:
- 81.4% Albi (856,869)
- 5.7% Negri (60,189)
- 0.6% Americani Nativi (6,058)
- 2.9% Asiatici (30,457)
- 0.1% Hawaieni Nativi sau locuitori ai Insulelor Pacificului (554)
- 3.3% Două sau mai multe rase (34,787)
- 6.0% Altă rasă (63,653)
- 12.4% Hispanici sau Latino (de orice rasă) (130,655)

## Legături externe

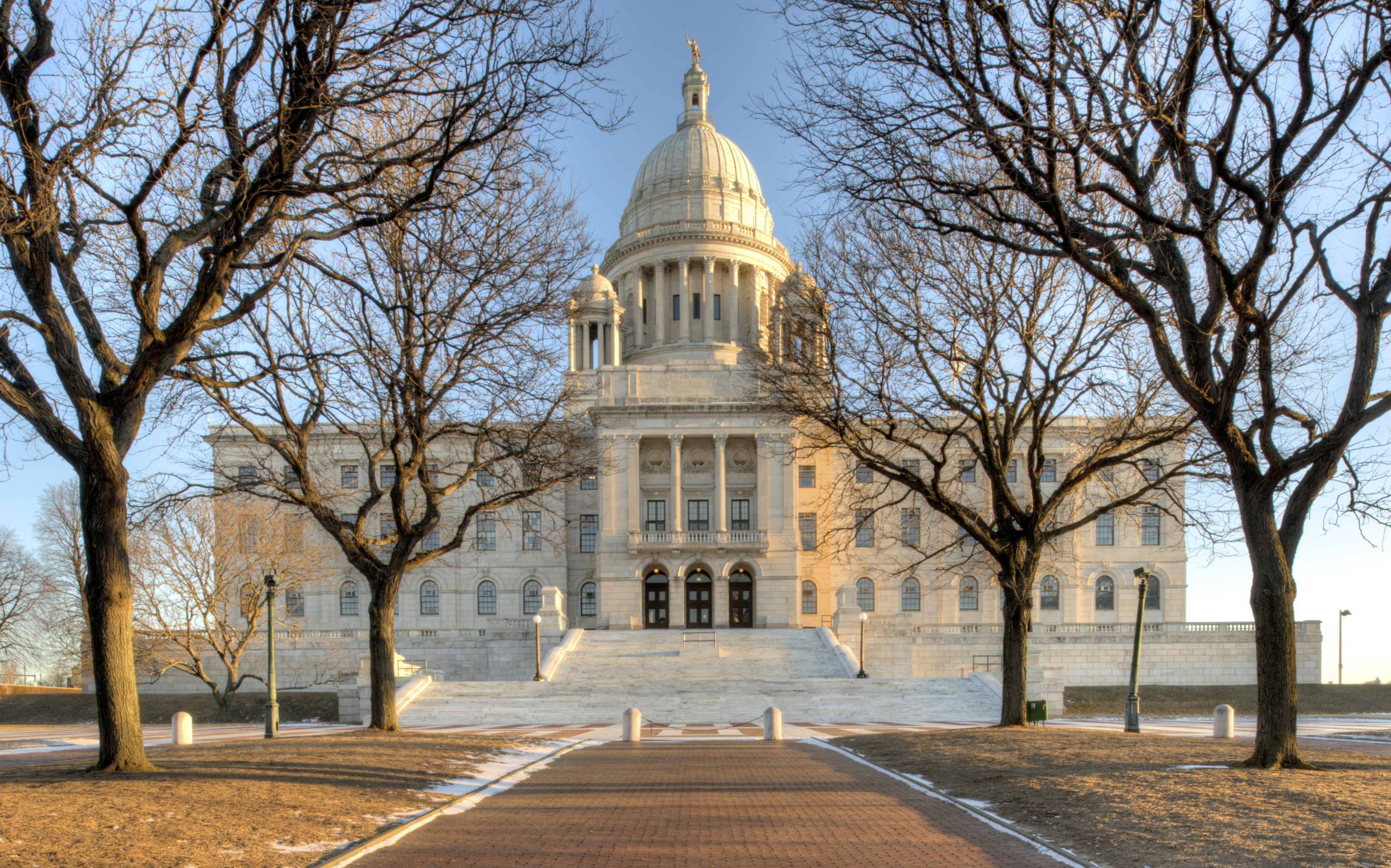
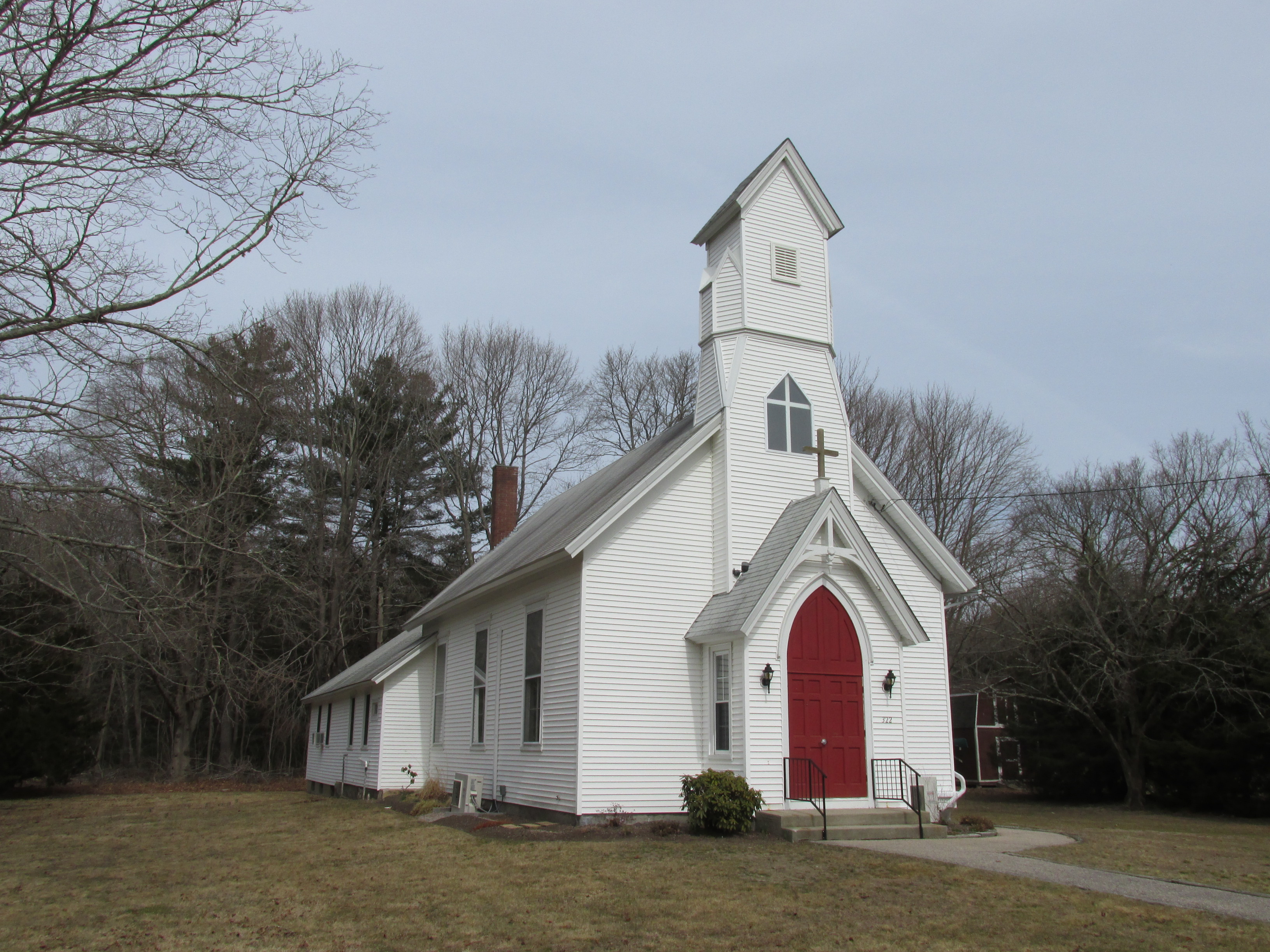
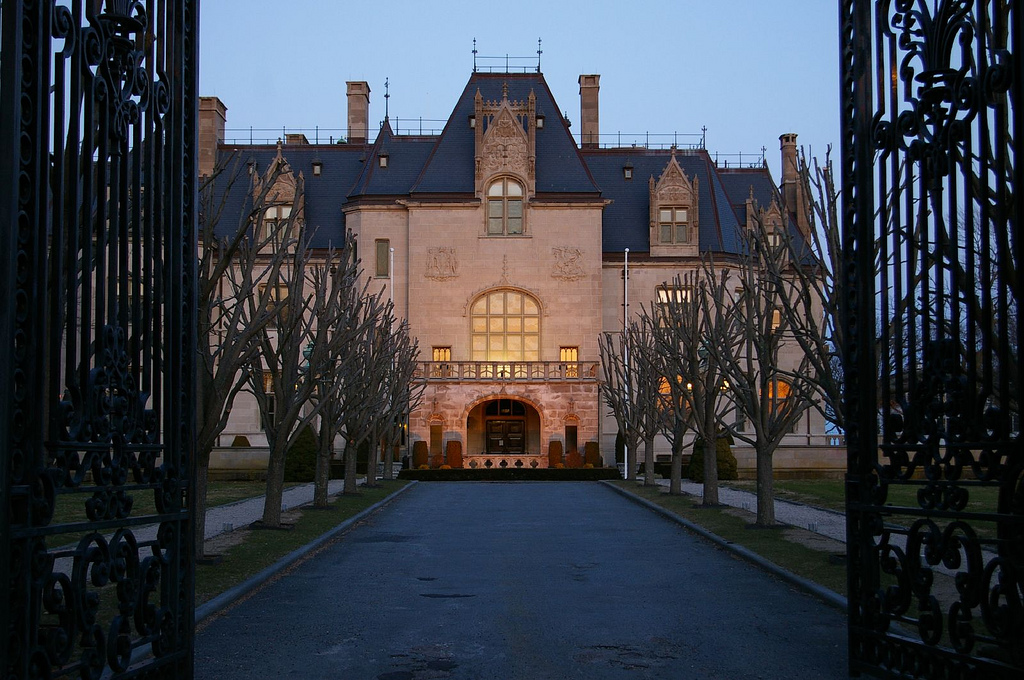